# Bodemjachtspinnen
De bodemjachtspinnen (Gnaphosidae) vormen een familie van spinnen bestaande uit 2102 soorten in 114 geslachten.

## Geslachten
- Afrodrassex Haddad & Booysen, 2022
- Algarvezelotes Wunderlich, 2023
- Allomicythus Ono, 2009
- Allozelotes Yin & Peng, 1998
- Almafuerte Grismado & Carrión, 2017
- Amazoromus Brescovit & Höfer, 1994
- Ammoxenus Simon, 1893
- Amusia Tullgren, 1910
- Anagraphis Simon, 1893
- Anagrina Berland, 1920
- Aneplasa Tucker, 1923
- Anzacia Dalmas, 1919
- Aphantaulax Simon, 1878
- Apodrassodes Vellard, 1924
- Apodrassus Chamberlin, 1916
- Aponetius Kamura, 2020
- Apopyllus Platnick & Shadab, 1984
- Arauchemus Ott & Brescovit, 2012
- Asemesthes Simon, 1887
- Asiabadus Roewer, 1961
- Australoechemus Schmidt & Piepho, 1994
- Austrammo Platnick, 2002
- Avstroneulanda Zakharov & Ovtsharenko, 2022
- Barrowammo Platnick, 2002
- Benoitodes Platnick, 1993
- Berinda Roewer, 1928
- Berlandina Dalmas, 1922
- Cabanadrassus Mello-Leitão, 1941
- Callilepis Westring, 1874
- Callipelis Zamani & Marusik, 2017
- Camillina Berland, 1919
- Canariognapha Wunderlich, 2011
- Ceryerda Simon, 1909
- Cesonia Simon, 1893
- Chatzakia Lissner & Bosmans, 2016
- Civizelotes Senglet, 2012
- Cladothela Kishida, 1928
- Coillina Yin & Peng, 1998
- Coreodrassus Paik, 1984
- Cryptodrassus Miller, 1943
- Cryptoerithus Rainbow, 1915
- Cubanopyllus Alayón & Platnick, 1993
- Dai Liu & Zhang, 2024
- Diaphractus Purcell, 1907
- Drassodes Westring, 1851
- Drassodex Murphy, 2007
- Drassyllus Chamberlin, 1922
- Echemella Strand, 1906
- Echemographis Caporiacco, 1955
- Echemoides Mello-Leitão, 1938
- Echemus Simon, 1878
- Eilica Keyserling, 1891
- Encoptarthria Main, 1954
- Epicharitus Rainbow, 1916
- Fedotovia Charitonov, 1946
- Gaviphosa Sankaran, 2021
- Gertschosa Platnick & Shadab, 1981
- Gnaphosa Latreille, 1804
- Haplodrassus Chamberlin, 1922
- Herpyllus Hentz, 1832
- Heser Tuneva, 2004
- Hitobia Kamura, 1992
- Homoeothele Simon, 1908
- Hongkongia Song & Zhu, 1998
- Hotwheels Liu & Zhang, 2024
- Hypodrassodes Dalmas, 1919
- Ibala Fitzpatrick, 2009
- Intruda Forster, 1979
- Iranotricha Zamani & Marusik, 2018
- Kaitawa Forster, 1979
- Kikongo Rodrigues & Rheims, 2020
- Kishidaia Yaginuma, 1960
- Kituba Rodrigues & Rheims, 2020
- Ladissa Simon, 1907
- Laronius Platnick & Deeleman-Reinhold, 2001
- Lasophorus Chatzaki, 2018
- Latica Silva, Guerrero, Bidegaray-Batista & Simó, 2020
- Latonigena Simon, 1893
- Leptodrassex Murphy, 2007
- Leptodrassus Simon, 1878
- Leptopilos Levy, 2009
- Litopyllus Chamberlin, 1922
- Macarophaeus Wunderlich, 2011
- Marinarozelotes Ponomarev, 2020
- Marjanus Chatzaki, 2018
- Marusik Lin & Li, 2023
- Matua Forster, 1979
- Megamyrmaekion Reuss, 1834
- Meizhelan Lin & Li, 2023
- Micaria Westring, 1851
- Microdrassus Dalmas, 1919
- Microsa Platnick & Shadab, 1977
- Micythus Thorell, 1897
- Minosia Dalmas, 1921
- Minosiella Dalmas, 1921
- Molycria Simon, 1887
- Montebello Hogg, 1914
- Myandra Simon, 1887
- Nauhea Forster, 1979
- Neodrassex Ott, 2012
- Nodocion Chamberlin, 1922
- Nomindra Platnick & Baehr, 2006
- Nomisia Dalmas, 1921
- Notiodrassus Bryant, 1935
- Odontodrassus Jézéquel, 1965
- Orodrassus Chamberlin, 1922
- Parabonna Mello-Leitão, 1947
- Parasyrisca Schenkel, 1963
- Phaeocedus Simon, 1893
- Platnickus Liu & Zhang, 2023
- Poecilochroa Westring, 1874
- Pseudodrassus Caporiacco, 1935
- Pterotricha Kulczyński, 1903
- Pterotrichina Dalmas, 1921
- Rastellus Platnick & Griffin, 1990
- Sanitubius Kamura, 2001
- Scopoides Platnick, 1989
- Scotocesonia Caporiacco, 1947
- Scotognapha Dalmas, 1920
- Scotophaeus Simon, 1893
- Sergiolus Simon, 1892
- Sernokorba Kamura, 1992
- Setaphis Simon, 1893
- Shaitan Kovblyuk, Kastrygina & Marusik, 2013
- Shiragaia Paik, 1992
- Sidydrassus Esyunin & Tuneva, 2002
- Smionia Dalmas, 1920
- Solitudes Lin & Li, 2020
- Sosticus Chamberlin, 1922
- Symphanodes Rainbow, 1916
- Synaphosus Platnick & Shadab, 1980
- Talanites Simon, 1893
- Talanitoides Levy, 2009
- Titus O. Pickard-Cambridge, 1901
- Trachyzelotes Lohmander, 1944
- Trephopoda Tucker, 1923
- Trichothyse Tucker, 1923
- Turkozelotes Kovblyuk & Seyyar, 2009
- Urozelotes Mello-Leitão, 1938
- Verita Ramírez & Grismado, 2016
- Wesmaldra Platnick & Baehr, 2006
- Wydundra Platnick & Baehr, 2006
- Xerophaeus Purcell, 1907
- Xizangiana Sherwood, Li & Zhang, 2022
- Yoruba Rodrigues & Rheims, 2020
- Yuqilin Lin & Li, 2023
- Zagrotes Zamani, Chatzaki, Esyunin & Marusik, 2021
- Zelanda Özdikmen, 2009
- Zelominor Snazell & Murphy, 1997
- Zelotes Gistel, 1848
- Zelotibia Russell-Smith & Murphy, 2005
- Zelowan Murphy & Russell-Smith, 2010
- Zimiromus Banks, 1914

## Taxonomie
- Zie lijst van bodemjachtspinnen voor een volledig overzicht.

## Soorten in België
De volgende bodemjachtspinnen komen in België voor:
- Arboricaria subopaca (Westring, 1861) - (Boomstammierspin)
- Callilepis nocturna (Linnaeus, 1758) - (Mierendief)
- Drassodes cupreus (Blackwall, 1834) - (Gewone muisspin)
- Drassodes hypocrita (Simon, 1878) - (Gekke muisspin)
- Drassodes lapidosus (Walckenaer, 1802) - (Rotsmuisspin)
- Drassodes pubescens (Thorell, 1856) - (Harige muisspin)
- Drassyllus lutetianus (L. Koch, 1866) - (Moeraskampoot)
- Drassyllus praeficus (L. Koch, 1866) - (Zonnekampoot)
- Drassyllus pumilus (C.L. Koch, 1839) - (Moskampoot)
- Drassyllus pusillus (C.L. Koch, 1833) - (Kleine kampoot)
- Drassyllus villicus (Thorell, 1875) - (Gedeukte kampoot)
- Gnaphosa leporina (L. Koch, 1866) - (Heiderichelkaak)
- Gnaphosa lucifuga (Walckenaer, 1802) - (Nachtrichelkaak)
- Gnaphosa lugubris (C.L. Koch, 1839) - (Stepperichelkaak)
- Gnaphosa nigerrima (L. Koch, 1877) - (Moerasrichelkaak)
- Gnaphosa opaca (Herman, 1879) - (Kleine Richelkaak)
- Haplodrassus dalmatensis (L. Koch, 1866) - (Gestreepte muisspin)
- Haplodrassus kulczynskii (Lohmander, 1942) - (Steppemuisspin)
- Haplodrassus moderatus (Kulczyński, 1897) - (Veenmuisspin)
- Haplodrassus signifer (C.L. Koch, 1839) - (Heidemuisspin)
- Haplodrassus silvestris (Blackwall, 1833) - (Bosmuisspin)
- Haplodrassus umbratilis (L. Koch, 1866) - (Zandmuisspin)
- Micaria albovittata (Lucas, 1846) - (Zuiderse mierspin)
- Micaria dives (Lucas, 1846) - (Prachtmierspin)
- Micaria formicaria (Sundevall, 1831) - (Bosmierspin)
- Micaria fulgens (Walckenaer, 1802) - (Rode mierspin)
- Micaria guttulata (C.L. Koch, 1839) - (Gevlekte mierspin)
- Micaria pulicaria (Sundevall, 1831) - (Wegmierspin)
- Micaria silesiaca (L. Koch, 1875) - (Europese mierspin)
- Phaeocedus braccatus (L. Koch, 1866) - (Zesvlekmuisspin)
- Poecilochroa conspicua (L. Koch, 1866) - (Viervlekmuisspin)
- Poecilochroa variana (C.L. Koch, 1839) - (Gebandeerde muisspin)
- Scotophaeus blackwalli (Thorell, 1871) - (Stalmuursluiper)
- Scotophaeus scutulatus (L. Koch, 1866) - (Huismuursluiper)
- Trachyzelotes pedestris (C.L. Koch, 1837) - (Stekelkaakkampoot)
- Zelotes aeneus (Simon, 1878) - (Rotskampoot)
- Zelotes apricorum  (L. Koch, 1876) - (Graskampoot)
- Zelotes electus (C.L. Koch, 1839) - (Duinkampoot)
- Zelotes erebeus (Thorell, 1871) - (Herfstkampoot)
- Zelotes latreillei (Simon, 1878) - (Latreille's kampoot)
- Zelotes longipes (L. Koch, 1866) - (Stekelkampoot)
- Zelotes petrensis (C.L. Koch, 1839) - (Steppekampoot)
- Zelotes pseudoclivicola (Grimm, 1982) - (Grimm's tandpoot)
- Zelotes subterraneus (C.L. Koch, 1833) - (Noordse kampoot)

## Soorten in Nederland
De volgende bodemjachtspinnen komen in Nederland voor:
- Callilepis nocturna (Linnaeus, 1758) - (Mierendief)
- Drassodes cupreus (Blackwall, 1834) - (Gewone muisspin)
- Drassodes pubescens (Thorell, 1856) - (Harige muisspin)
- Drassyllus lutetianus (L. Koch, 1866) - (Moeraskampoot)
- Drassyllus praeficus (L. Koch, 1866) - (Zonnekampoot)
- Drassyllus pusillus (C.L. Koch, 1833) - (Kleine kampoot)
- Gnaphosa leporina (L. Koch, 1866) - (Heiderichelkaak)
- Gnaphosa lugubris (C.L. Koch, 1839) - (Stepperichelkaak)
- Gnaphosa montana (L. Koch, 1866) - (Dennenrichelkaak)
- Haplodrassus cognatus (L. Koch, 1866) - (Schorsmuisspin)
- Haplodrassus dalmatensis (L. Koch, 1866) - (Gestreepte muisspin)
- Haplodrassus signifer (C.L. Koch, 1839) - (Heidemuisspin)
- Haplodrassus silvestris (Blackwall, 1833) - (Bosmuisspin)
- Haplodrassus umbratilis (L. Koch, 1866) - (Zandmuisspin)
- Kishidaia conspicua (L. Koch, 1866)- (Viervlekmuisspin)
- Micaria dives (Lucas, 1846) - (Prachtmierspin)
- Micaria formicaria (Sundevall, 1831) - (Bosmierspin)
- Micaria fulgens (Walckenaer, 1802) - (Rode mierspin)
- Micaria lenzi Bösenberg, 1899 - (Kleine mierspin)
- Micaria pulicaria (Sundevall, 1831) - (Gewone mierspin)
- Micaria silesiaca (L. Koch, 1875) - (Zandmierspin)
- Micaria subopaca Westring, 1862 - (Boomstammierspin)
- Phaeocedus braccatus (L. Koch, 1866) - (Zesvlekmuisspin)
- Scotophaeus blackwalli (Thorell, 1871) - (Stalmuursluiper)
- Scotophaeus quadripunctatus (Linnaeus, 1758) - (Dolkmuursluiper)
- Scotophaeus scutulatus (L. Koch, 1866) - (Huismuursluiper)
- Trachyzelotes pedestris (C.L. Koch, 1837) - (Stekelkaakkampoot)
- Urozelotes rusticus  (L. Koch, 1872) - (Bleke kampoot)
- Zelotes aeneus  (Simon, 1878) - (Rotskampoot)[6]
- Zelotes apricorum  (L. Koch, 1876) - (Graskampoot)
- Zelotes electus (C.L. Koch, 1839) - (Duinkampoot)
- Zelotes latreillei (Simon, 1878) - (Latreilles kampoot)
- Zelotes longipes (L. Koch, 1866) - (Stekelkampoot)
- Zelotes petrensis (C.L. Koch, 1839) - (Steppekampoot)
- Zelotes subterraneus (C.L. Koch, 1833) - (Noordse kampoot)